# Hydropsyche cora
Hydropsyche cora là một loài Trichoptera trong họ Hydropsychidae. Chúng phân bố ở miền Tân bắc.